# Кесслер, Коди
Коди Дэвид Кесслер (англ. Cody David Kessler; 11 мая 1993, Бейкерсфилд, Калифорния) — профессиональный американский футболист, квотербек. Выступал в НФЛ в составе клубов «Кливленд Браунс» и «Джэксонвилл Джагуарс». На студенческом уровне играл за команду Южно-Калифорнийского университета. На драфте НФЛ 2016 года был выбран в третьем раунде.

## Биография

### Ранние годы и колледж
Коди Кесслер родился 11 мая 1993 года в Бейкерсфилде. Там же в 2010 году он окончил старшую школу Сентенниал. В выпускной год он был признан лучшим игроком штата Калифорния, а издание USA Today включило его во вторую сборную звёзд страны. За школьную команду Кесслер также играл в баскетбол и признавался игроком года в Бейкерсфилде. Его средние показатели составляли 29,5 очков, 11 подборов и 5 передач за игру.
В 2011 году Кесслер поступил в Университет Южной Калифорнии, где изучал социологию и управление коммуникациями. В первый год обучения он был запасным квотербеком команды и на поле не выходил. В 2012 году он принял участие в десяти матчах, преимущественно в роли холдера при пробитии филд-голов. В качестве квотербека он отдал два точных паса из двух попыток на девять ярдов. Весной 2012 года Кесслер и пятнадцать его партнёров по команде провели пять дней на Гаити, где строили дома и помогали нуждающимся.
Стартовым квотербеком Коди стал в 2013 году. Он сыграл во всех четырнадцати матчах команды, выиграв конкуренцию у Макса Виттека. В играх сезона Кесслер набрал 2 968 ярдов и сделал 20 тачдаунов при семи перехватах. В победной игре в Лас-Вегас Боуле против «Фресно Стейт Булдогс» он установил личный рекорд, набрав 345 ярдов, и был признан самым ценным игроком матча. 
В сезоне 2014 года он обновил свои рекорды по числу пасовых ярдов (3 826) и тачдаунов (39), сыграв во всех тринадцати матчах команды. Кесслер вошёл в число одиннадцати финалистов Приза Мэннинга, вручаемого лучшему квотербеку-студенту, и пяти финалистов Приза Золотая рука Джонни Юнайтаса, который вручается лучшему квотербеку третьего и четвёртого курсов. В 2015 году он сыграл в четырнадцати матчах, в которых набрал 3 536 пасовых ярдов. На момент окончания университета он стал лучшим игроком в его истории по точности передач с показателем 67,5 %.

#### Статистика выступлений в чемпионате NCAA
| Сезон | Команда      | Игры | Пас | Пас   | Пас   | Пас    | Пас | Пас | Пас | Пас   | Вынос | Вынос | Вынос | Вынос |
| Сезон | Команда      | Игры | Cmp | Att   | Pct   | Yds    | Y/A | TD  | Int | Rtg   | Att   | Yds   | Avg   | TD    |
| ----- | ------------ | ---- | --- | ----- | ----- | ------ | --- | --- | --- | ----- | ----- | ----- | ----- | ----- |
| 2012  | ЮСК Тродженс | 10   | 2   | 2     | 100,0 | 9      | 4,5 | 0   | 0   | 137,8 | 0     | 0     | 0,0   | 0     |
| 2013  | ЮСК Тродженс | 14   | 236 | 361   | 65,4  | 2 968  | 8,2 | 20  | 7   | 148,8 | 42    | -124  | -3,0  | 1     |
| 2014  | ЮСК Тродженс | 13   | 315 | 452   | 69,7  | 3 826  | 8,5 | 39  | 5   | 167,1 | 55    | -152  | -2,8  | 2     |
| 2015  | ЮСК Тродженс | 14   | 298 | 446   | 66,8  | 3 536  | 7,9 | 29  | 7   | 151,7 | 61    | -149  | -2,4  | 4     |
| Всего | Всего        | 51   | 851 | 1 261 | 67,5  | 10 339 | 8,2 | 88  | 19  | 156,4 | 158   | -425  | -2,7  | 7     |

### Профессиональная карьера
В 2016 году Кесслер выставил свою кандидатуру на драфт НФЛ. Эксперты сайта лиги прогнозировали ему выбор в пятом или шестом раунде, отмечая точность его передач, особенно при работе в «конверте», и силу руки. К минусам относили его габариты, снижение эффективности передач, когда он вынужден отдавать пас на бегу, неэффективную работу ног. Несмотря на прогноз, он был выбран клубом «Кливленд Браунс» в третьем раунде под общим 93 номером.
В июне 2016 года Кесслер подписал с «Браунс» четырёхлетний контракт на сумму 3,4 млн долларов. Он стал третьим квотербеком команды после Роберта Гриффина и Джоша Маккоуна. Оба получили травмы в первых двух матчах сезона и на третью игру Кесслер вышел в стартовом составе команды. Всего он провёл за команду восемь игр в стартовом составе, сделав шесть тачдаунов при двух перехватах. Двадцать четвёртого октября 2016 года в игре с «Цинциннати Бенгалс» он получил сотрясение мозга.
Весной 2017 года «Браунс» выбрали на драфте квотербека Дешона Кайзера, который занял место основного в регулярном чемпионате. Кесслер принял участие только в трёх матчах, выполнив 23 попытки паса. В марте 2018 года его обменяли в «Джэксонвилл Джагуарс» на право выбора в седьмом раунде драфта 2019 года. В новом клубе он занял место второго квотербека команды после Блейка Бортлса.
В составе «Джагуарс» в сезоне 2018 года Коди сыграл в пяти играх, в четырёх из них в стартовом составе. Он получил шанс проявить себя после серии неудачных выступлений Бортлса и набрал 709 пасовых ярдов, сделав два тачдауна при двух перехватах, но в конце сезона снова уступил место в основном составе.
В начале мае 2019 года клуб объявил об отчислении Кесслера. Спустя несколько дней он заключил соглашение с «Филадельфией». Он провёл с командой предсезонную подготовку, но был отчислен в конце августа во время сокращения составов. В сентябре Кесслер подписал контракт с «Нью-Ингленд Пэтриотс», которым требовался опытный квотербек в связи с травмой Тома Брэди и слабой игрой Джаррета Стидема. В октябре его отчислили, но затем снова вернули в команду. Сезон Кесслер провёл в статусе третьего квотербека «Пэтриотс» и на поле не выходил. Первого апреля 2020 года он был отчислен из клуба.
Весной 2021 года интерес к нему проявлял клуб Канадской лиги «Саскачеван Рафрайдерс».

#### Статистика выступлений в НФЛ

##### Регулярный чемпионат
| Сезон | Команда              | Игры | Пас | Пас | Пас  | Пас   | Пас | Пас | Пас | Пас  | Вынос | Вынос | Вынос | Вынос |
| Сезон | Команда              | Игры | Cmp | Att | Pct  | Yds   | Y/A | TD  | Int | Rtg  | Att   | Yds   | Avg   | TD    |
| ----- | -------------------- | ---- | --- | --- | ---- | ----- | --- | --- | --- | ---- | ----- | ----- | ----- | ----- |
| 2016  | Кливленд Браунс      | 9    | 128 | 195 | 65,6 | 1 380 | 7,1 | 6   | 2   | 92,3 | 11    | 18    | 1,6   | 0     |
| 2017  | Кливленд Браунс      | 3    | 11  | 23  | 47,8 | 126   | 5,5 | 0   | 1   | 46,6 | 1     | -1    | -1,0  | 0     |
| 2018  | Джэксонвилл Джагуарс | 5    | 85  | 131 | 64,9 | 709   | 5,4 | 2   | 2   | 77,4 | 19    | 123   | 6,5   | 0     |
| Всего | Всего                | 17   | 224 | 349 | 64,2 | 2 215 | 6,3 | 8   | 5   | 83,7 | 31    | 140   | 4,5   | 0     |